# Diferencijalni feminizam
Diferencijalni feminizam ili feminizam različitosti je naziv za struje unutar raznih feminističkih pokreta kojima je zajedničko vjerovanje u to da su muškarci i žene ontološki različita ljudska bića te da svako društvo to mora uzimati u obzir. 
To se vjerovanje u suvremenom feminizmu javilo u dva oblika. Jedan od njih je tzv. kulturni feminizam, podvrsta radikalnog feminizma čije predstavnice vjeruju kako sve žene dijele kulturu sasvim zasebnu od muškaraca, a koja je superiorna muškoj kulturi.
Drugi oblik je konzervativni, pretežno katolički, pokret koji se naziva Novi feminizam koji promiče komplentarnost muškaraca i žena u ljudskom društvu, odnosno promiče majčinstvo - materijalno ili duhovno - kao ostvarenje ženskog identiteta.